# František Antonín Gerstner
František Antonín Gerstner, od roku 1810 rytíř Gerstner, německy Franz Anton Ritter von Gerstner (19. dubna 1796 Praha – 12. dubna 1840 Filadelfie), byl českoněmecký dopravní inženýr, první profesor praktické geometrie (geodezie) Polytechnického ústavu ve Vídni a průkopník stavby železnic v Čechách, Rakousku a Rusku.

## Život
František Antonín Gerstner se narodil 19. dubna 1796 (některé zdroje uvádí chybná data narození 11. května 1793 nebo 11. května 1795) v Praze do rodiny profesora Pražské polytechniky Františka Josefa Gerstnera (1756–1832) a Gabriely rozené von Mayersbach († 1808). Vystudoval Filosofickou fakultu Karlo-Ferdinadovy Univerzity v Praze. Poté pokračoval ve studiu na Pražské polytechnice. Od roku 1817 přednášel na Vídeňské polytechnice geometrii a zeměměřictví.
Roku 1820 převzal od svého otce projekt výstavby koněspřežné dráhy z Českých Budějovic do Lince. Aby získal více zkušeností s konstrukcí železnic, podniknul roku 1822 studijní cestu do Velké Británie. V létech 1823-1824 prováděl přípravné a vyměřovací práce. Roku 1824 obdržel 50leté privilegum na provozování koněspřežné dráhy, které následně postoupil c.k. první privilegované železniční společnosti ve Vídni (něm. k. k. privilegierte Erste Eisenbahn – Gesellschaft ; EEG). Gerstner se také vzdal místa na Vídeňské polytechnice a nastoupi jako hlavní stavbyvedoucí plánované dráhy. Vlastní výstavba byla na severním úseku trati (České Budějovice – Kerschbaum) zahájena v létě 1825. Roku 1826 odjel na svou druhou studijní cestu do Velké Británie. Po návratu se vzhledem k finančním těžkostem a pomalému postupu prací dostal do konfliktu s akcionáři a vedením společnosti. Roku 1828 Gerstner dokončil první část dráhy do Kerschbaumu. Poté však byl z funkce odvolán a dokončením stavby byl pověřen Mathias von Schönerer.
Roku 1829 podniknul další studijní cestu do Velké Británie, kde navštívil právě dokončovanou dráhu z Liverpoolu do Manchesteru. V letech 1830-1832 zastupoval otce F. J. Gerstnera při přednáškách na Pražské polytechnice. V téže době také připravil k tisku jeho dílo, třídílnou učebnici Handbuch der Mechanik (1831-1834), ke kterému připojil vlastní dodatek o britských železnicích.
Roku 1834 byl pozván do Ruska aby zde připravil projekty výstavby místních tratí. V lednu 1835 předložil caru Mikuláši I. návrh výstavby dráhy z Petrohradu do Moskvy s navazující dráhou do Nižního Novgorodu a Kazaně. Vzhledem k neskromným Gerstnerovým požadavkům byl tento plán zamítnut. Gerstner proto požádal o povolení výstavby kratší trati z Petrohradu přes Carskoje Selo do Pavlovska. Tento plán byl již schválen a tato první ruská železnice byla pod Gerstnerovým vedením vybudována v letech 1835-1837.
Roku 1838 podniknul cestu do Spojených států, kde studoval výstavbu tamních železnic. F. A. Gerstner zemřel na následky zranění 12. dubna 1840 ve Philadelphii.

## Odkaz a ocenění

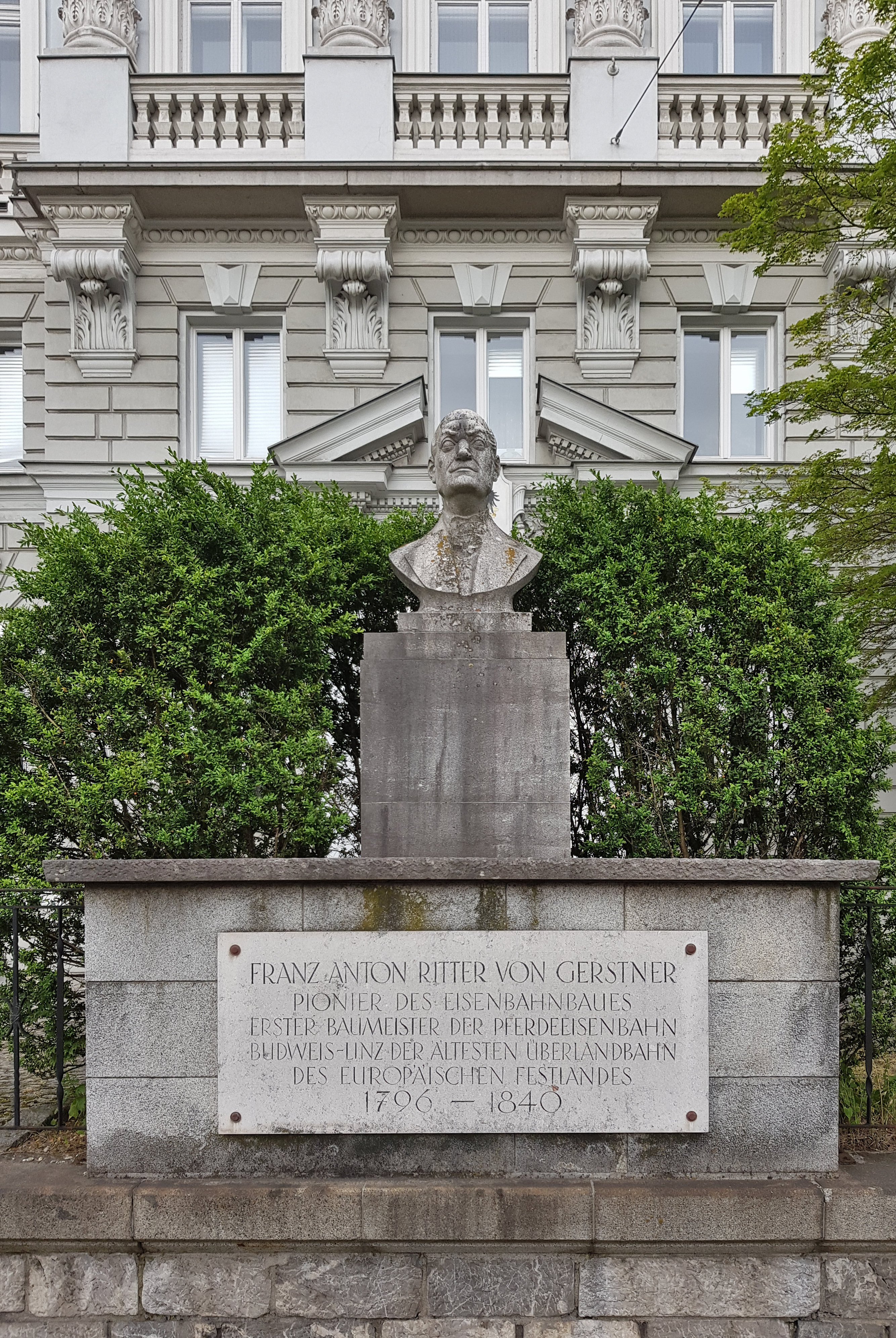
Gerstnerův pomník v rakouském Linci

F. A. Gerstner byl ve své době pozapomenut. Průkopnický význam jeho díla byl doceněn až ve 20. století. Gerstner je dnes považován také za průkopníka výstavby horských železnic. Technické řešení, které použil v hornatém úseku tratě u Kerschbaumu připomíná později budovanou dráhu přes Semmering (snaha neztrácet již jednou nabytou výšku).
Koněspřežná dráha byla plně dokončena roku 1832, kdy byl mezi Českými Budějovicemi a Lincem zahájen pravidelný provoz. Tato dráha je považována za první veřejnou železnici s pravidelným provozem na evropském kontinentu (mimo Británii). Koněspřežka byla provozována až do roku 1872. Od roku 1971 jsou zachovalé zbytky koněspřežné dráhy chráněny jako kulturní památka. V železniční stanici Rybník je památkově chráněný pomník F. A. Gerstnera.
Český inženýr Jan Perner pracoval pod Gerstnerovým vedením v Rusku. Zde získal první praktické zkušenosti, které později využil při výstavbě železnic v Čechách
U příležitosti oslav 170. výročí Ruských železnic byl na Vitebském nádraží v Petrohradě odhalen pomník F. A. Gerstnera.
Dnes (2016/2017) je po F. A. Gerstnerovi pojmenován jeden pár vlaků z Prahy do rakouského Lince.

## Odborné práce
- Lehrgegenstände der praktischen Geometrie am polytechnischen Institut, Praha, 1818
- Über die Vortheile der Anlage einer Eisenbahn zwischen der Moldau und Donau. Wien, 1824.
- Bericht an die P.T. Herren Actionärs über den Stand der k. k. privilegierten Eisenbahn-Unternehmung zwischen der Moldau und Donau, vom Bauführer Franz Anton Ritter von Gerstner. Wien 1827.
- Über die Vortheile der Unternehmung einer Eisenbahn zwischen der Moldau und Donau. Wien 1829.
- Bericht über den Stand der Unternehmung der Eisenbahn von St. Petersburg nach Zarskoje Selo, 1838
- B erichte aus den Vereinigten Staaten von Nordamerica, über Eisenbahnen, Dampfschiffahrten, Banken und andere öffentliche Unternehmungen. C. P. Melzer, Leipzig 1839.
- Die innern Communicationen der Vereinigten Staaten von Nordamerika. Wien 1842–1843